# Jamar Smith
Pour les articles homonymes, voir Smith.
Jamar Desean Smith, né le 7 avril 1987 à Peoria dans l'Illinois, est un joueur américain de basket-ball.

## Biographie
Smith est un joueur reconnu pour son adresse au tir à trois points.
En 2014, il rejoint le Limoges CSP, champion de France en titre et qualifié pour l'Euroligue 2014-2015, en signant un contrat de 2 ans. Il évolue sous les ordres de Jean-Marc Dupraz puis de Philippe Hervé durant année. Smith devient champion de France en 2015 au bout du match 4.
En juin 2015, Smith signe un contrat de deux ans avec l'Unicaja Málaga, club de première division espagnole. Le 17 juillet 2017, il rejoint l'UNICS Kazan (VTB United League).
En juillet 2021, Smith rejoint le Bahçeşehir Koleji (en), un club de première division turque.

## Palmarès

### En club
- Champion de France Pro A 2015 avec le Limoges CSP
- Vainqueur de l'EuroCup 2017 avec l'Unicaja Málaga